# 吳士元 (雍正舉人)
吳士元（1702年—1776年），字肇乾，一字万资，号披云，河南固始人，清朝政治人物。

## 生平
吳士元為舉人出身，乾隆十七年（1752年）任台灣府鳳山縣知縣，乾隆十九年（1754年）署彰化縣知縣，同年離任。